# Tarmigt
Tarmigt (àrab ترميڭت) és una comuna rural de la província de Ouarzazate de la regió de Drâa-Tafilalet. Segons el cens de 2014 tenia una població total de 40.184 persones. El seu nucli urbà és Tabounte.